# Sven Pieters
Sven Pieters (ur. 5 czerwca 1976 w Blankenberge) – belgijski lekkoatleta, specjalizujący się w krótkich biegach płotkarskich. 
Medalista Mistrzostw Europy Juniorów (1995) oraz Młodzieżowych Mistrzostw Europy (1997). Dwukrotny mistrz Belgii w biegu na 110 metrów przez płotki. Uczestnik Letnich Igrzysk Olimpijskich (Atlanta 1996) w biegu na 110 metrów przez płotki.

## Osiągnięcia
- Mistrzostwa Świata Juniorów, Lizbona 1994
  - IV miejsce – bieg na 110 m przez płotki
- Mistrzostwa Europy Juniorów, Nyíregyháza 1995
  - złoty medal – bieg na 110 m przez płotki
- Młodzieżowe Mistrzostwa Europy, Turku 1997
  - srebrny medal – bieg na 110 m przez płotki
- Mistrzostwa Belgii[2]
  - 2 złote medale – bieg na 110 m przez płotki (1996, 1998)

## Rekordy życiowe
- bieg na 60 metrów przez płotki
  - hala – 7,70 (1998)
- bieg na 110 metrów przez płotki
  - stadion – 13,36 (1996)